# 弗里霍爾德鎮區 (新澤西州)
弗里霍爾德鎮區（英語：Freehold Township）是位於美國新澤西州蒙茅斯縣的一個鎮區。

## 地方資料
弗里霍爾德鎮區的面積為100.71平方千米，當中陸地面積為100.11平方千米，而水域面積為0.59平方千米。根據2020年美國人口普查的數據，當地共有人口35369人，而人口密度為每平方千米351.2人。